# Tobias Asser
Tobias Michael Carel Asser (n. 28 aprilie 1838 – d. 29 iulie 1913) a fost un jurist neerlandez, inițiatorul Conferinței de la Haga privind dreptul internațional privat și laureat al premiului Nobel pentru pace.